# تيري لينك
تيري لينك (بالإنجليزية: Terry Link)‏ (و. 1947 – م) هو سياسي من الولايات المتحدة الأمريكية .